# Bianca Rinaldi
Bianca de Carvalho e Silva Rinaldi, née le 15 octobre 1974 à São Paulo, est une actrice brésilienne.